# Estación Central
Estación Central ist eine Gemeinde der Región Metropolitana de Santiago mit 147.041 Einwohnern (2017). Sie ist eine der Gemeinden der Provinz Santiago und bildet ein Stadtviertel im Zentrum von Groß-Santiago.

## Geschichte
Die Gemeinde Estación Central wurde am 1. Februar 1985 gegründet und ist nach der zentralen Eisenbahnstation Estación Alameda benannt, welche sich hier befindet.

## Demografie
Laut der Volkszählung 2017 lebten in der Gemeinde Estación Central 147.041 Personen. Davon waren 73.458 Männer und 73.583 Frauen, womit es einen leichten Frauenüberschuss gab.

## Städtepartnerschaft
- Jericho (seit 2007)[2]